# Gare d'Aino
La gare d'Aino (相野駅, Aino-eki) est une gare ferroviaire située dans la ville de Sanda, dans la préfecture de Hyōgo au Japon. La gare est exploitée par la compagnie JR West, sur la ligne Fukuchiyama/Ligne JR Takarazuka.L’utilisation de la carte ICOCA est valable dans cette gare.

## Service des voyageurs

### Desserte
La gare d'Aino est une gare disposant de deux quai et de deux voies.
| N° de voie | Ligne           | Direction                 |
| ---------- | --------------- | ------------------------- |
| 1          | ▆ JR Takarazuka | Sasayamaguchi/Fukuchiyama |
| 2          | ▆ JR Takarazuka | Sanda/Takarazuka          |

| JR West               |                                            |                                            |                                            |                     |
| Direction Fukuchiyama | Ligne de Fukuchiyama (Ligne JR Takarazuka) | Ligne de Fukuchiyama (Ligne JR Takarazuka) | Ligne de Fukuchiyama (Ligne JR Takarazuka) | Direction Amagasaki |
| Aimoto                |                                            | Tambaji Rapid Service 丹波路快速           |                                            | Hirono              |
| Aimoto                |                                            | Rapid Service 快速                         |                                            | Hirono              |
| Aimoto                |                                            | Local 普通                                 |                                            | Hirono              |

- Le Limited Express Kōnotori s'arrêtent à cette gare.

| Limited Express |  |          |  |            |
| Sasayamaguchi   |  | Kōnotori |  | Shin-Sanda |